# Stevensville (Montana)
Stevensville és una població dels Estats Units a l'estat de Montana. Segons el cens del 2000 tenia 1.553 habitants.

## Demografia
Segons el cens del 2000, Stevensville tenia 1.553 habitants, 652 habitatges, i 385 famílies. La densitat de població era de 1.153,1 habitants per km².
Dels 652 habitatges en un 29,4% hi vivien nens de menys de 18 anys, en un 46% hi vivien parelles casades, en un 10,7% dones solteres, i en un 40,8% no eren unitats familiars. En el 35,6% dels habitatges hi vivien persones soles el 16% de les quals corresponia a persones de 65 anys o més que vivien soles. El nombre mitjà de persones vivint en cada habitatge era de 2,27 i el nombre mitjà de persones que vivien en cada família era de 2,93.
Per edats la població es repartia de la següent manera: un 25,3% tenia menys de 18 anys, un 9% entre 18 i 24, un 24,9% entre 25 i 44, un 20,1% de 45 a 60 i un 20,8% 65 anys o més.
L'edat mediana era de 39 anys. Per cada 100 dones de 18 o més anys hi havia 85 homes.
La renda mediana per habitatge era de 27.951 $ i la renda mediana per família de 34.583 $. Els homes tenien una renda mediana de 29.327 $ mentre que les dones 20.729 $. La renda per capita de la població era de 14.700 $. Aproximadament el 10,4% de les famílies i el 12,8% de la població estaven per davall del llindar de pobresa.

## Poblacions més properes
El següent diagrama mostra les poblacions més properes.